# 大町市立美麻小中学校
大町市立美麻小中学校（おおまちしりつ みあさしょうちゅうがっこう）は、長野県大町市にある公立の小中一貫校。

## 概要
- 本校は、美麻中学校と美麻小学校を統合し、小中一貫校として開校した。

## 沿革
- 2014年（平成26年）4月1日 - 小中一貫校として開校[1]。

## 学区
- 美麻[2][3]

## 周辺
- 長野県道497号美麻八坂線
- 大町市役所美麻支所
- 美麻公民館

## アクセス
- 大町市民バス『ふれあい号』美麻コース「川手線」で、「梨の木峯」バス停下車後、徒歩約300m・約4～5分。
- JR大糸線信濃大町駅・北大町駅から、上述の「大町市民バス『ふれあい号』」で、「梨の木峯」バス停下車後、徒歩。